# Magnus I av Sachsen-Lauenburg
Magnus I av Sachsen-Lauenburg, ibland titulerad Magnus II, född i Ratzeburg (1467?/1468?), död och begraven i Ratzeburg 1 augusti 1543, hertig av Sachsen-Lauenburg 1507–1543.
Han var son till hertig Johan V av Sachsen-Lauenburg (1439–1507) och Dorothea av Brandenburg (1446–1519).

## Biografi
Hertig Magnus införde den reformerta läran i Sachsen-Lauenburg. Han hade sammanlagt tolv syskon, men blev den ende i syskonskaran att föra linjen Lauenburg vidare.
Magnus var inblandad i stridigheter med ärkestiftet Bremen och stiftet Ratzeburg.
Ärkestiftet Bremen krävde överhöghet över de frisiska landskapen på ömse sidor av Jade, samt därtill över landen Hadeln och Wursten. Ärkestiftet stödde sig på ett av Karl den store 788 utfärdat brev till Bremen, ett brev som under årens lopp fallit i glömska men som nu "hittats" och därmed gav ärkestiftet legitimitet i sitt anspråk. Detta brev har senare visat sig vara förfalskat. Landen Hadeln och Wursten lydde vid denna tidpunkt under hertigarna av Sachsen-Lauenburg. Åtföljd av fadern stod Magnus därför 1498 i spetsen för ett härtåg mot Bremen, och följande år drog hären in i Wursten-landet. Trots att sistnämnda tåg inte blev särskilt lyckosamt för Magnus del, kunde han i vart fall hävda sin besittning av landet Hadeln. Striden om Wursten skulle avgöras av kejsaren, där hertigarna Erich och Heinrich av Braunschweig fick fungera som förmedlare.
Tvisten med stiftet Ratzeburg handlade även den om anspråk och rättigheter. För Magnus del tog det en ände med förskräckelse – Magnus bannlystes av kyrkan och hela hans land belades med interdikt. Först 1519 nåddes en förlikning, utverkad av biskop Johann av Lübeck och hertigarna av Mecklenburg.
Det sachsiska hertighuset hade sedan länge inbördes tvistat om kurfurstliga rättigheter. Magnus var den förste av Sachsen-Lauenburgs hertigar att avstå från kurfurstliga anspråk. Han förde aldrig kurfurstlig titel och i vapnet fanns inga kursvärd.
Den 12 november 1530 förlänades Magnus sitt hertigdöme jämte regalierna av kejsar Karl V vid riksdagen i Augsburg.

## Äktenskap och barn
Magnus gifte sig i Wolfenbüttel i november 1509 med Katarina av Braunschweig-Wolfenbüttel (1488–1563). Paret fick följande barn:
1. Franz I av Sachsen-Lauenburg (ca 1510–1581), hertig av Sachsen-Lauenburg
2. Dorothea av Sachsen-Lauenburg (1511–1571), gift med kung Kristian III av Danmark
3. Katarina av Sachsen-Lauenburg (1513–1535), gift med kung Gustav Vasa av Sverige, morfar till svenske kungen Erik XIV
4. Klara av Sachsen-Lauenburg (1518–1576), gift med hertig Franz av Braunschweig-Lüneburg
5. Sophia av Sachsen-Lauenburg (1521–1571), gift med greve Anton I av Oldenburg-Delmenhorst
6. Ursula av Sachsen-Lauenburg (död 1577), gift med hertig Heinrich av Mecklenburg-Schwerin